# Zone de fracture de Clipperton

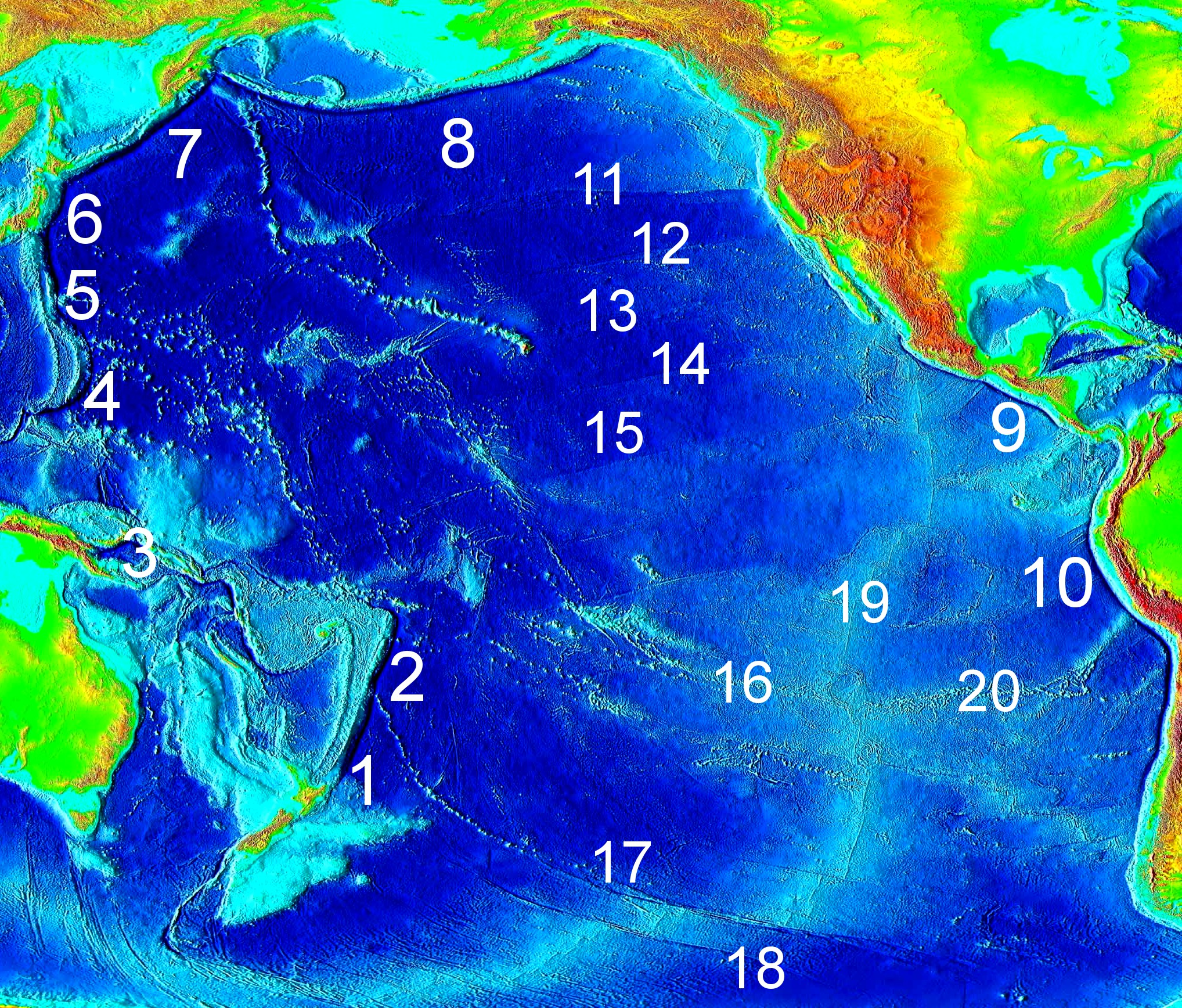
Principales tranchées du Pacifique (1-10) et zones de fracture (11-20). La zone de fracture de Clipperton est la ligne presque horizontale n° 15 sous la zone de fracture de Clarion (14), et la tranchée de l'Amérique centrale est la ligne bleu foncé n° 9.

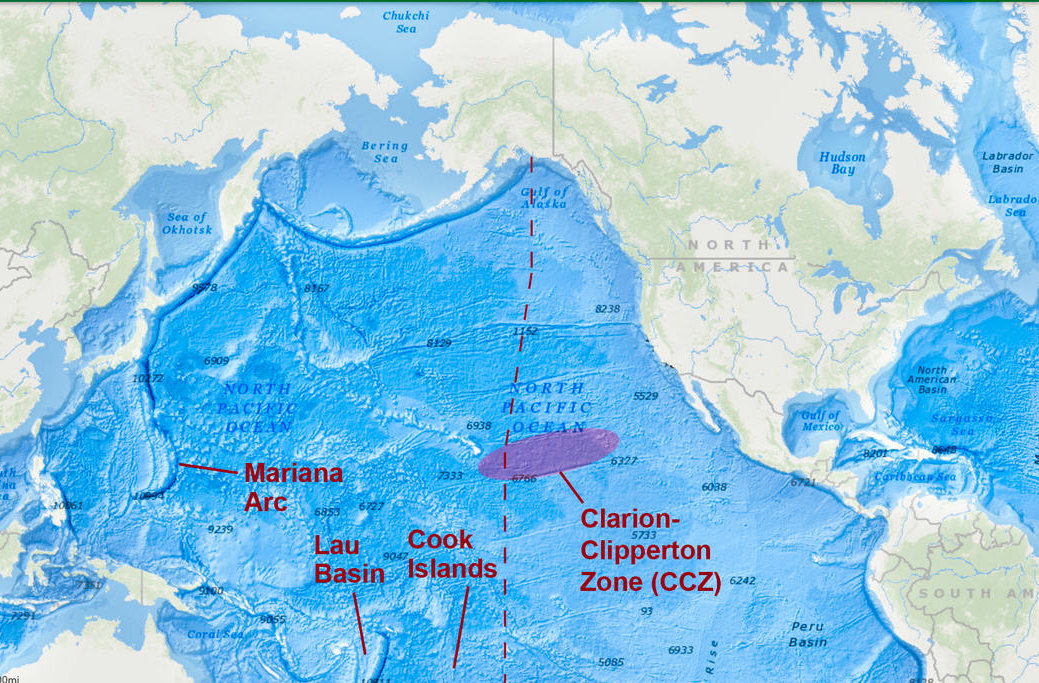
Localisation de la zone Clarion Clipperton

La zone de fracture de Clipperton, également connue sous le nom de zone de Clarion-Clipperton, est une zone de fracture géologique sous-marine de l'océan Pacifique, d'une longueur d'environ 7240 km. La zone s'étend sur environ 4 500 000 kilomètres carrés. C'est l'une des cinq grandes lignes du plancher du Pacifique Nord, au sud de la zone de fracture de Clarion, découverte par la Scripps Institution of Oceanography en 1950. La fracture, une caractéristique topographique inhabituellement montagneuse, commence à l'est-nord-est des îles de la Ligne et se termine dans la fosse mésoaméricaine, au large de la côte de l'Amérique centrale,,. Elle forme approximativement une ligne sur la même latitude que Kiribati et l'île de Clipperton.
En 2016, le plancher océanique de la zone de fracture de Clipperton, une zone étudiée pour l'exploitation minière en eaux profondes en raison de la présence abondante de nodules de manganèse, s'est également avéré contenir une vie abondante et diversifiée, plus de la moitié des espèces collectées étant nouvelles pour la science. Cette zone est parfois appelée zone de fracture de Clarion-Clipperton (CCFZ), en ce qui concerne l'île Clarion, située à la limite nord de la zone.

## Géographie
La fracture peut être divisée en quatre parties distinctes : 
- La première, 127°-113° O, est une large ceinture basse de quelque 1 448 km, avec un creux central de 16 à 48 km de large.
- La seconde, 113°-107° O, est une crête enrichie de volcans, large de 97 km et longue de 531 km.
- La troisième, 107°-101° O, est une cuvette basse avec un creux central de 366-731 m de profondeur qui traverse le plateau Albatros.
- La quatrième, 101°-96° O, contient la dorsale de Tehuantepec, qui s'étend sur 644 km vers le nord-est jusqu'à la marge continentale[5].

La fosse de Nova-Canton est souvent considérée comme une extension de la fracture.

## L'exploitation minière en eaux profondes
La zone, qui est administrée par l'Autorité internationale des fonds marins (AIFM), contient des nodules constitués de divers éléments de terres rares dont on dit qu'ils jouent un rôle essentiel dans la transition énergétique vers une économie à faible émission de carbone. La zone a été divisée en 16 concessions minières couvrant environ 1 000 000 km22. Neuf autres zones, couvrant chacune 160 000 km2, ont été mises en réserve pour la conservation. L'Autorité internationale des fonds marins estime que la quantité totale de nodules dans la zone de Clarion Clipperton dépasse 21 milliards de tonnes (Bt), contenant environ 5,95 Bt de manganèse, 0,27 Bt de nickel, 0,23 Bt de cuivre et 0,05 Bt de cobalt. L'ISA a délivré 19 licences pour l'exploration minière en eaux profondes dans cette zone. Les opérations d'exploration et d'extraction à grande échelle devraient commencer à la fin de 2021. L'ISA vise à publier le code d'exploitation minière en eaux profondes en juillet 2023, mais il n'est pas certain qu'elle respecte ce délai. Les licences commerciales seront acceptées pour examen par la suite. Ces nodules sont ensemencés par des processus biogéniques, les micronodules sont ensuite agrégés et accrétés pour former les grosses touffes destinées à être récoltées.
Les zones de la zone de fracture qui ont fait l'objet d'un permis d'exploitation minière abritent une diversité de xénophyophores d'eaux profondes, une étude de 2017 ayant trouvé 34 espèces nouvelles pour la science dans cette zone. Les xénophyophores étant très sensibles aux perturbations humaines, l'exploitation minière en eaux profondes peut avoir des effets néfastes sur ce groupe, de plus, comme ils jouent un rôle clé dans les écosystèmes benthiques, leur disparition pourrait amplifier les conséquences écologiques. Des recherches sont menées par différents organismes de recherche, dont le Massachusetts Institute of Technology et l'Université technique de Delft, qui ont le statut d'observateur auprès de l'Autorité internationale des fonds marins, afin d'étudier en détail l'impact potentiel de la collecte de ces éléments et de le comparer à l'impact environnemental et humain de l'exploitation minière terrestre, qui a fait l'objet de nombreuses recherches, dans le but d'atténuer ces impacts par le biais de politiques,. On ignore actuellement comment le rejet dans la colonne d'eau des résidus du traitement des nodules affecterait les organismes pélagiques ou les effets néfastes qu'ils pourraient avoir sur les communautés benthiques situées en dessous.

### Préoccupations environnementales concernant l'exploitation minière en eaux profondes
L'exploitation minière en eaux profondes peut avoir des répercussions importantes sur l'environnement. En particulier, les nodules polymétalliques trouvés dans cette zone sont considérés comme « essentiels pour l'intégrité du réseau alimentaire ». En avril 2021, des scientifiques du projet Océans de la JPI se sont rendus dans la CCZ pour mener des études plus approfondies sur la technologie minière et ses effets possibles sur les fonds marins. Les principales ONG et les gouvernements ont appelé à un moratoire sur l'exploitation minière en eaux profondes jusqu'à ce que l'on en sache plus sur les impacts environnementaux potentiels.